# Auf’m Hagen (Radevormwald)
Auf’m Hagen ist eine Hofschaft in Radevormwald im Oberbergischen Kreis im Regierungsbezirk Köln in Nordrhein-Westfalen (Deutschland).

## Lage und Beschreibung
Die Hofschaft liegt kurz vor der Stadtgrenze zu Wuppertal. Die benachbarten Ortschaften heißen Spieckern, Kotthausen, Oberdahl und Niederdahl. Über die Landesstraße 414 und ab Dahlerau über die Wülfingstraße ist die Hofschaft zu erreichen.
In der Nähe des Wohnplatzes zeigt die topografischen Karte einen Aussichtspunkt. Der auf 300 m ü. NHN gelegene Punkt bietet einen Ausblick auf die südlich im Tal vorbeifließende Wupper bei Dahlhausen und die Ortsteile Vogelsmühle, Keilbeck und Herkingrade.

## Geschichte
1715 wird die Hofschaft auf der Topographia Ducatus Montani als „Hagen“ bezeichnet. In Karte Topographische Aufnahme der Rheinlande von 1825 ist die Lage der Hofschaft ebenfalls unter dem Namen „Hagen“ vermerkt. Auf jüngeren Karten wird bis zu der Ausgabe von 1913 kein Name mehr angegeben. Erst die Karte von 1927 weist die Ortsbezeichnung „Auf’m Hagen“ aus.
1815/16 lebten sieben Einwohner im Ort. 1832 war Auf’m Hagen weiterhin Teil der Honschaft Walbrecken, die nun der Bürgermeisterei Lüttringhausen angehörte. Der laut der Statistik und Topographie des Regierungsbezirks Düsseldorf als Ackergutchen bezeichnete Ort wurde Hagen genannt und besaß zu dieser Zeit ein Wohnhaus und ein landwirtschaftliches Gebäude. Zu dieser Zeit lebten 14 Einwohner im Ort, alle evangelischen Glaubens. Im Gemeindelexikon für die Provinz Rheinland von 1888 werden ein Wohnhaus mit 18 Einwohnern angegeben.

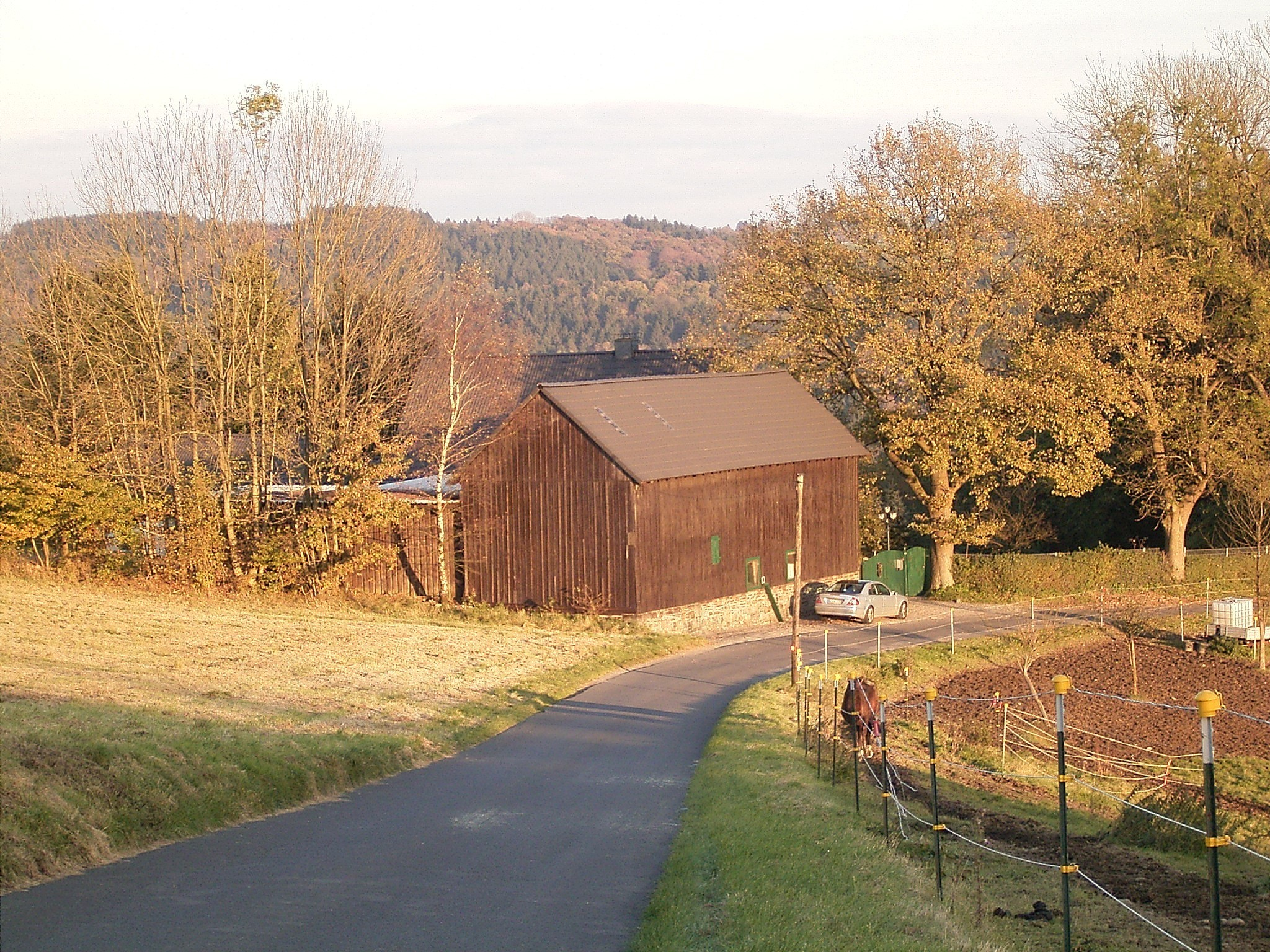
Auf'm Hagen 1 – Wirtschaftsgebäude
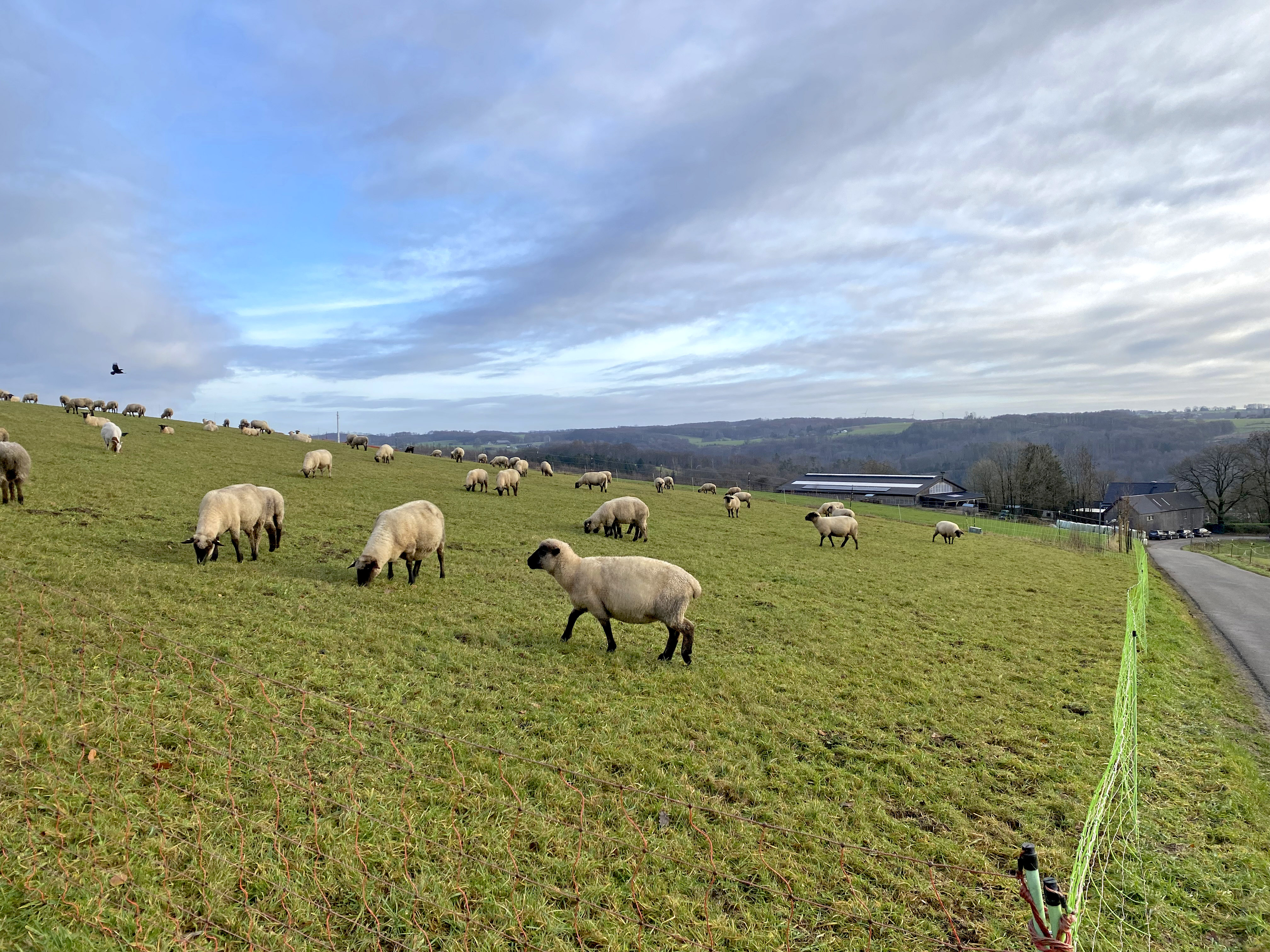
Schafsweide oberhalb Auf'm Hagen